# Різанина в Коммено

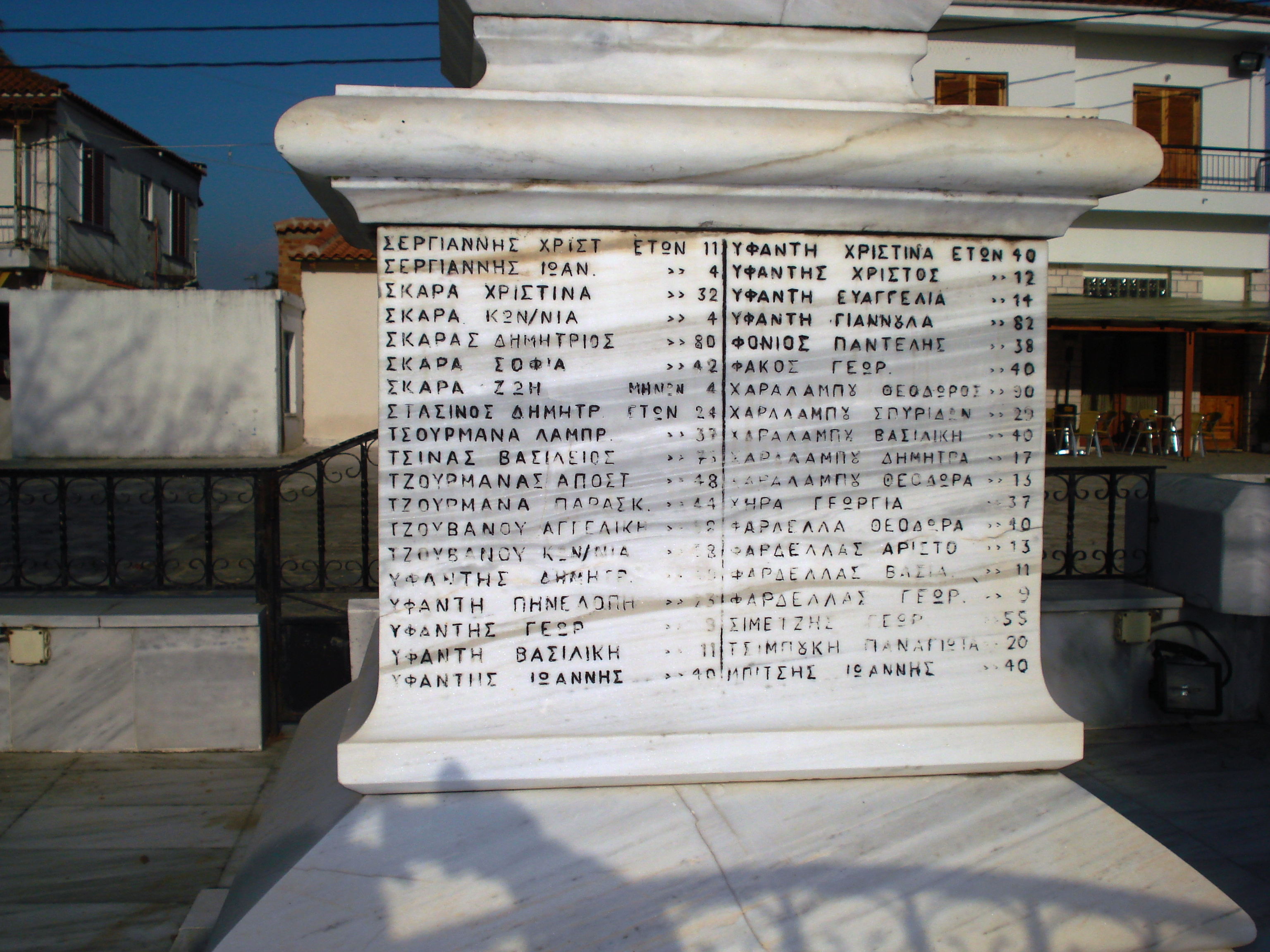
Основа Меморіалу в Коммено.

Різанина в Коммено (грец. Σφαγή του Κομμένου), згадується також як Голокост в Коммено (грец. Оλοκαύτωμα στο Κομμένο) – вбивство 317 жителів села Коммено в Епірі (Греція), вчинене в серпні 1943 року силами Вермахту, зокрема 1-шою гірською дивізією.